# Hrvatska politička emigracija
Hrvatska politička emigracija (u njemačkom  Exilkroaten, u engleskom Exiled Croats) je pojam kojim se obično označava skupine Hrvata raznih političkih struja i naraštaja koji su se od osnutka Kraljevine SHS 1918. sve do propasti realsocijalističke Jugoslavije, koja je započela 1990.,  u raznim zemljama zalagali za suverenu, neovisnu, samostalnu, slobodnu državu Hrvatsku, te organizirali otpor protiv zajedničke jugoslavenske države raznim sredstvima. Ipak, pojam obuhvaća i Hrvate koji su bili prisiljeni emigrirati izvan domovine još u doba Austro-Ugarske i Osmanskoga Carstva.
Nastankom suverene hrvatske države 1991., brojni Hrvati iz političke emigracije uključili su se u nacionalno-državnu obnovu i obranu i oslobođenje Hrvatske od velikosrpske agresije. Neki su se od njih vratili i stalno nastanili u Domovini. Mnogi su se, ne naišavši na očekivano prihvaćanje, ponovno vratili u zemlje izbjeglištva. Dio ih je i nadalje politički djelatan.

## Povijest

### Za Kraljevine SHS/Jugoslavije
Nakon osnutka Kraljevine Srba, Hrvata i Slovenaca godine 1919. Stjepan Sarkotić osniva u Austriji Hrvatski komitet.
Druga strana političkog spektra u Hrvata također je odlazila u emigraciju. Radilo se o komunističkim emigrantima koji su pobjegli u SSSR ili druge zemlje.

### Za vrijeme socijalističke Jugoslavije
Za vrijeme FNRJ i SFRJ jugoslavenski komunisti progonili su hrvatske antikomuniste i protujugoslavenske disidente, ali i ostale protivnike titoizma i jugounitarizma odnosno Jugoslavije, nazivajući ih fašistima, teroristima i drugim pogrdno rabljenim nazivima. Jugoslavenski komunistički režim hrvatsko je domoljublje, i u najumjerenijem obliku, nazivao nacionalizmom, shvaćenom u negativnom značenju mržnje spram drugoga (šovinizam).[nedostaje izvor]
Nakon Drugoga svjetskog rata, uz ostale, i nekoć najveća politička stranka u Hrvatskoj Hrvatska seljačka stranka nastavila je djelovati u emigraciji, premda je osnovana i u Domovini.
Udbini doušnici i agenti u više zemalja (Francuska, Italija, Španjolska, SAD, a ponajviše Njemačka) počinili su brojna ubojstva nad hrvatskim borcima za slobodu. Njemačko pravosuđe trenutačno vodi sudski postupak protiv nekoliko bivših suradnika tajne policije koji žive kao umirovljenici u Hrvatskoj te Bosni i Hercegovini zbog ubojstva hrvatskih domoljuba i nacionalista; neki su i osuđeni. U Hrvatskoj još nisu provedeni pravosudni postupci protiv zločinačkih članova UDBA-e.

## Emigrantske organizacije
- Hrvatski domobran
- Hrvatsko revolucionarno bratstvo
  - Bugojanska skupina
- Hrvatski oslobodilački pokret
- Hrvatska seljačka stranka
- Hrvatski narodni otpor
- Hrvatska republikanska stranka
- Hrvatska socijalistička stranka
- Hrvatski narodni odbor
- Hrvatsko narodno vijeće
- Hrvatski državotvorni pokret
- Tajne revolucionarne ustaške postrojbe
- Ujedinjeni Hrvati Njemačke
- Ujedinjeni kanadski Hrvati

## Vanjske poveznice
- Vjesnik  Arhivirana inačica izvorne stranice od 23. listopada 2009. (Wayback Machine)
- Dom i svijet
- Slobodna Dalmacija o tjeralici za bivšim Udbašima
- Zeit.de, na njemačkom jeziku  Arhivirana inačica izvorne stranice od 19. veljače 2021. (Wayback Machine)
- Tjeralice Bundeskriminalamta za bivšim Udbašima  Arhivirana inačica izvorne stranice od 24. studenoga 2011. (Wayback Machine)